# Laroque-des-Albères
Laroque-des-Albères (katalanska: La Roca d'Albera) är en kommun i departementet Pyrénées-Orientales i regionen Occitanien i södra Frankrike. Kommunen ligger i kantonen Argelès-sur-Mer som tillhör arrondissementet Céret. År 2022 hade Laroque-des-Albères 2 245 invånare.

## Befolkningsutveckling
Antalet invånare i kommunen Laroque-des-Albères
| Referens: INSEE |